# Stazione di Monsampolo del Tronto
Stazione di Monsampolo del Tronto vasútállomás Olaszországban, Marche régióban, Monsampolo del Tronto településen.

## Vasútvonalak
Az állomást az alábbi vasútvonalak érintik:
- Ascoli Piceno–San Benedetto del Tronto-vasútvonal

## Kapcsolódó állomások
A vasútállomáshoz az alábbi állomások vannak a legközelebb: 
- Stazione di Monteprandone
- Stazione di Spinetoli Villa San Pio X